# Paris-Tours 2018
Le Paris-Tours 2018 est la 112e édition de cette course cycliste masculine sur route. Il a lieu le 7 octobre 2018 entre Chartres et Tours, sur une distance de 214,5 kilomètres, et fait partie du calendrier UCI Europe Tour 2018 en catégorie 1.HC. Le parcours subit des changements importants à l'occasion de cette édition, avec l'ajout de nouvelles côtes et de chemins de vignes non-goudronnés. Le coureur danois Søren Kragh Andersen, de l'équipe Sunweb, s'impose en solitaire, avec 25 secondes d'avance sur le Néerlandais Niki Terpstra (Quick-Step Floors) et le Français Benoît Cosnefroy (AG2R La Mondiale).

## Présentation

### Parcours
Paris-Tours renouvelle son parcours à l'occasion de cette édition. Des chemins de vignes, ainsi que des côtes, sont ajoutés dans les 65 derniers kilomètres. Selon le directeur de course Thierry Gouvenou, le but de ces nouveautés, qualifiées de « révolution » par La Nouvelle République du Centre-Ouest, est de faire de Paris-Tours « une classique plus dynamique. L'épreuve a perdu, au fil des années, des côtes, l'avenue Grammont a été réduite avec le tramway. La course a besoin de piment. »
Ce changement s'inscrit dans une tendance des courses cyclistes professionnelles à explorer des routes non goudronnées et dans la recherche des organisateurs de routes adéquates pour créer un équivalent français aux Strade Bianche, course italienne empruntant les chemins blancs du Chianti
Le départ est donné à Chartres à partir de cette année jusqu'en 2021. Le début de parcours est conforme aux habitudes de la course, passant par Bonneval, Cloyes-sur-le-Loir, Vendôme, Herbault et Pocé-sur-Cisse. Passé cette commune, le parcours ne bifurque plus vers Amboise mais prend la direction des nouvelles difficultés. Les 65 derniers kilomètres comprennent neuf chemins de vignes non goudronnés, dans les vignobles du vouvray, pour un total de 12,5 km, auxquels s'ajoutent sept côtes.
La course arrive à Tours par le nord et n'emprunte donc plus les côtes de Beau-Soleil et de l'Épan. Elle longe la Loire sur les quais de Marmoutier, Paul-Bert et de Portillon, passe sur le pont Napoléon, puis par l'avenue Proudhon, les rues Léon-Boyer et Giraudeau et le boulevard Jean-Roye pour une arrivée sur l'avenue de Grammont.

### Équipes
Vingt-trois équipes sont au départ de la course : neuf équipes UCI WorldTeam, douze équipes continentales professionnelles et deux équipes continentales.
| WorldTeams (9)- Quick-Step Floors - Team Sunweb - Lotto Soudal - AG2R La Mondiale - Groupama-FDJ - Lotto NL-Jumbo - Dimension Data - Katusha-Alpecin - EF Education First-Drapac p/b Cannondale Équipes continentales professionnelles (12)- Wanty-Groupe Gobert - Cofidis, Solutions Crédits - Direct Énergie - Fortuneo-Samsic - Vital Concept - Sport Vlaanderen-Baloise - Delko-Marseille Provence-KTM - Roompot-Nederlandse Loterij - Vérandas Willems-Crelan - Israel Cycling Academy - Euskadi Basque Country-Murias - WB-Aqua Protect-Veranclassic Équipes continentales (2)- Saint Michel-Auber 93 - Roubaix Lille Métropole |
| |

### Favoris et principaux participants
Sylvain Chavanel dispute son dixième et dernier Paris-Tours et sa dernière course. Il s'était illustré lors de sa première participation, en 2000, en prenant 33 minutes d'avance dans une longue échappée solitaire. C'est également la dernière participation de Jérémy Roy qui, comme Chavanel, met fin à sa carrière à l'issue de cette saison.

## Déroulement de la course
Six coureurs s'échappent en début de course : Sylvain Chavanel (Direct Énergie), Bernhard Eisel (Dimension Data), Thibault Guernalec (Fortuneo-Samsic), Dries De Bondt (Veranda's Willems-Crelan), Brian van Goethem (Roompot-Nederlandse Loterij) et Emiel Vermeulen (Roubaix Lille Métropole). Leur avance atteint rapidement six minutes, puis et réduite à deux minutes après deux heures de course. Alors que l'écart n'est plus que d'une minute, ils sont rejoints par Alex Dowsett (Katusha-Alpecin), Tom Devriendt (Wanty-Groupe Gobert) et Johan Le Bon (Vital Concept). Lorsqu'ils abordent la première côte, à 60 km de l'arrivée, leur avance est remontée à deux minutes. Elle diminue cependant rapidement ensuite et n'est plus que de dix secondes au premier chemin de vigne, dix kilomètres plus loin.
Dans les chemins, Søren Kragh Andersen (Sunweb) et Niki Terpstra (Quick-Step Floors) parviennent à s'isoler en tête. Ils sont rejoints ensuite par Benoît Cosnefroy (AG2R La Mondiale). Lancés à leur poursuite, Oliver Naesen (AG2R La Mondiale), Sep Vanmarcke (EF-Drapac) et Valentin Madouas (Groupama-FDJ) ne parviennent pas à les rattraper. À dix kilomètres de l'arrivée, Kragh Andersen attaque. Profitant de la mésentente de Terpstra et Cosnefroy, il prend le large et part s'imposer seul, avec 25 secondes d'avance.

## Bilan
À l'issue de la course, plusieurs coureurs critiquent le changement de parcours. Pour Benoît Cosnefroy, troisième, celle-ci est dénaturée. Philippe Gilbert, Thomas De Gendt la comparent à du cyclo-cross,,. Patrick Lefévère affirme que l'équipe qu'il dirige, Quick Step, ne participerait plus à Paris-Tours.
Christian Prudhomme défend le nouveau format : « Ce sont les coureurs qui sont les principaux acteurs, mais si on n'offre pas plus de folie en dessinant nos parcours, alors le cyclisme ira droit dans le mur. On se plaint que tout est aseptisé, on se plaint de la monotonie de certaines courses. Nous avons choisi de sortir de l'ordinaire. Les réactions que j'entends ne vont pas dans le même sens que les coureurs. Depuis l'arrivée, j'ai reçu de nombreux messages de gens qui ne m'en envoient jamais habituellement. Tous pour me dire qu'on est dans le vrai. » Thierry Gouvenou, directeur de course, concède toutefois que des ajustements sont nécessaires : « On a apporté quelque chose d’intéressant. J’ai rarement reçu autant de messages en ce sens qu’aujourd’hui. On a trouvé un vrai caractère punchy à Paris-Tours. [...] Par endroits, c’était limite. Je suis content du déroulement de la course même si j’ai bien conscience du rôle des crevaisons. Il y avait sans doute un peu trop de secteurs, un peu trop denses. On va réajuster les choses. »

## Classement final
| \| Classement général \| Classement général \| Classement général \| Classement général \| Classement général \| \| Coureur \| Coureur \| Pays \| Équipe \| Temps \| \| ------------------ \| -------------------- \| ------------------ \| --------------------------- \| ------------------ \| \| 1er \| Søren Kragh Andersen \| Danemark \| Team Sunweb \| 4 h 37 min 55 s \| \| 2e \| Niki Terpstra \| Pays-Bas \| Quick-Step Floors \| + 25 s \| \| 3e \| Benoît Cosnefroy \| France \| AG2R La Mondiale \| + 25 s \| \| 4e \| Oliver Naesen \| Belgique \| AG2R La Mondiale \| + 1 min 14 s \| \| 5e \| Valentin Madouas \| France \| Groupama-FDJ \| + 1 min 14 s \| \| 6e \| Tiesj Benoot \| Belgique \| Lotto-Soudal \| + 1 min 14 s \| \| 7e \| Sep Vanmarcke \| Belgique \| EF Education First-Drapac \| + 1 min 14 s \| \| 8e \| Philippe Gilbert \| Belgique \| Quick-Step Floors \| + 1 min 14 s \| \| 9e \| Taco van der Hoorn \| Pays-Bas \| Roompot-Nederlandse Loterij \| + 1 min 24 s \| \| 10e \| Jos van Emden \| Pays-Bas \| LottoNL-Jumbo \| + 1 min 24 s \| |                      |          |                             |                 |
| |                      |          |                             |                 |
| Source : ProCyclingStats |                      |          |                             |                 |
| Classement général |                      |          |                             |                 |
| Coureur | Coureur              | Pays     | Équipe                      | Temps           |
| 1er | Søren Kragh Andersen | Danemark | Team Sunweb                 | 4 h 37 min 55 s |
| 2e | Niki Terpstra        | Pays-Bas | Quick-Step Floors           | + 25 s          |
| 3e | Benoît Cosnefroy     | France   | AG2R La Mondiale            | + 25 s          |
| 4e | Oliver Naesen        | Belgique | AG2R La Mondiale            | + 1 min 14 s    |
| 5e | Valentin Madouas     | France   | Groupama-FDJ                | + 1 min 14 s    |
| 6e | Tiesj Benoot         | Belgique | Lotto-Soudal                | + 1 min 14 s    |
| 7e | Sep Vanmarcke        | Belgique | EF Education First-Drapac   | + 1 min 14 s    |
| 8e | Philippe Gilbert     | Belgique | Quick-Step Floors           | + 1 min 14 s    |
| 9e | Taco van der Hoorn   | Pays-Bas | Roompot-Nederlandse Loterij | + 1 min 24 s    |
| 10e | Jos van Emden        | Pays-Bas | LottoNL-Jumbo               | + 1 min 24 s    |

## Classements UCI
La course attribue aux coureurs le même nombre de points pour l'UCI Europe Tour 2018 et le Classement mondial UCI.
| Position           | 1er | 2e  | 3e  | 4e  | 5e | 6e | 7e | 8e | 9e | 10e | 11e | 12e | 13e | 14e | 15e | 16e à 30e | 31e à 40e |
| Classement général | 200 | 150 | 125 | 100 | 85 | 70 | 60 | 50 | 40 | 35  | 30  | 25  | 20  | 15  | 10  | 5         | 3         |

| 1  | Søren Kragh Andersen | Sunweb                      | 200 |
| 2  | Niki Terpstra        | Quick-Step Floors           | 150 |
| 3  | Benoît Cosnefroy     | AG2R La Mondiale            | 125 |
| 4  | Oliver Naesen        | AG2R La Mondiale            | 100 |
| 5  | Valentin Madouas     | Groupama-FDJ                | 85  |
| 6  | Tiesj Benoot         | Lotto-Soudal                | 70  |
| 7  | Sep Vanmarcke        | EF Education First-Drapac   | 60  |
| 8  | Philippe Gilbert     | Quick-Step Floors           | 50  |
| 9  | Taco van der Hoorn   | Roompot-Nederlandse Loterij | 40  |
| 10 | Jos van Emden        | Lotto NL-Jumbo              | 35  |